# Hamfelde (Stormarn)
Pour les articles homonymes, voir Hamfelde.
Hamfelde est une commune allemande du Schleswig-Holstein, située dans l'arrondissement de Stormarn (Kreis Stormarn), à 16 kilométres au sud-est de la ville d'Ahrensburg. Hamfelde fait partie de l'Amt Trittau qui regroupe dix communes autour de Trittau.